# 훈어
훈어는 고대 유럽과 유라시아 스텝에 살던 훈족이 사용했을 것으로 여겨지는 언어이다. 동유럽과 중앙유럽으로 침공해 들어와 판노니아 평원을 다스리던 훈 제국은 다양한 계통의 민족들로 이루어져 있었으며, 동로마의 프리스쿠스(Priscus)가 쓴 당대의 기록에 의하면 실제로 훈 제국에서는 고트어를 비롯하여 훈족에게 정복된 다양한 민족의 언어가 함께 사용되었다. 당시 훈어를 문자로 표기하는 경우가 있었다는 동시대의 간접적인 기록은 있으나, 오늘날에는 훈어로 된 글은 물론 온전한 문장 하나도 실제로 전해지는 것이 없고 훈어에 관한 자료는 전적으로 그리스-로마 출처의 고유 명사 기록에 의존한다. 따라서 자료 부족으로 인해 많은 학자들은 여전히 훈어가 분류 불가능한 언어라고 간주한다.

## 자료
동로마의 역사가인 프리스쿠스(서기 5세기)와 요르다네스(서기 6세기)는 훈족 언어의 3가지 단어를 기록했는데, 벌꿀술과 유사한 술을 가리키는 medos, 보리로 만든 음료인 kamos, 그리고 장례식을 뜻하는 strava이다. 다만 이 단어들은 모두 인도유럽어족의 어휘로 보이며, 멘헨-헬펜(Maenchen-Helfen)은 이것이 슬라브어를 사용하는 정보 제공자에게서 전해들은 것이라고 추정했다.

## 같이 보기
- 흉노어